# The Doctor Dances
"The Doctor Dances" (intitulado "O Doutor Dança" no Brasil) é o décimo episódio da primeira temporada da série de ficção científica britânica Doctor Who, transmitido originalmente através da BBC One em 28 de maio de 2005. É a segunda de uma história dividida em duas partes, sendo a conclusão de "The Empty Child" exibido na semana anterior. Ambos foram escritos por Steven Moffat e dirigidos por James Hawes.
Continuando os eventos do episódio anterior, o alienígena viajante do tempo conhecido como o Doutor (Christopher Eccleston), sua acompanhante Rose Tyler (Billie Piper), o vigarista Capitão Jack Harkness (John Barrowman) e a moradora de rua Nancy (Florence Hoath) investigam uma nave espacial que caiu no mesmo momento em que pacientes de um hospital próximo começaram a se transformar em mortos-vivos com máscaras de gás no lugar dos rostos durante a Blitz em Londres em 1941.
Foi assistido por 6,86 milhões de espectadores no Reino Unido e foi considerado pelos críticos entre uns melhores do programa, ganhando junto com "The Empty Child" o Prêmio Hugo de 2006 de Melhor Apresentação Dramática, Forma Curta.

## Enredo
O Doutor, Rose e Jack são encurralados em um hospital de Londres durante a Blitz por pacientes usando máscaras de gás fundidas em seus rostos pedindo por sua "mamãe". O Doutor finge ser a "mãe" e ordena que eles voltem para seus quartos e os pacientes vão embora. Jamie, o caso original da "epidemia", também responde a isso, deixando Nancy sozinha. O Doutor, Rose e Jack investigam o quarto do hospital em que Jamie foi tratado e descobrem pelas gravações que a criança está ficando mais forte e seus poderes podem se tornar imparáveis. Jamie chega logo depois, tendo retornado ao "seu quarto", junto com outros pacientes. Jack se teletransporta junto com o Doutor e Rose para a nave espacial dele. O Doutor usa os nanogenes Chula da nave para curar seus ferimentos enquanto aprende mais sobre o passado de Jack.

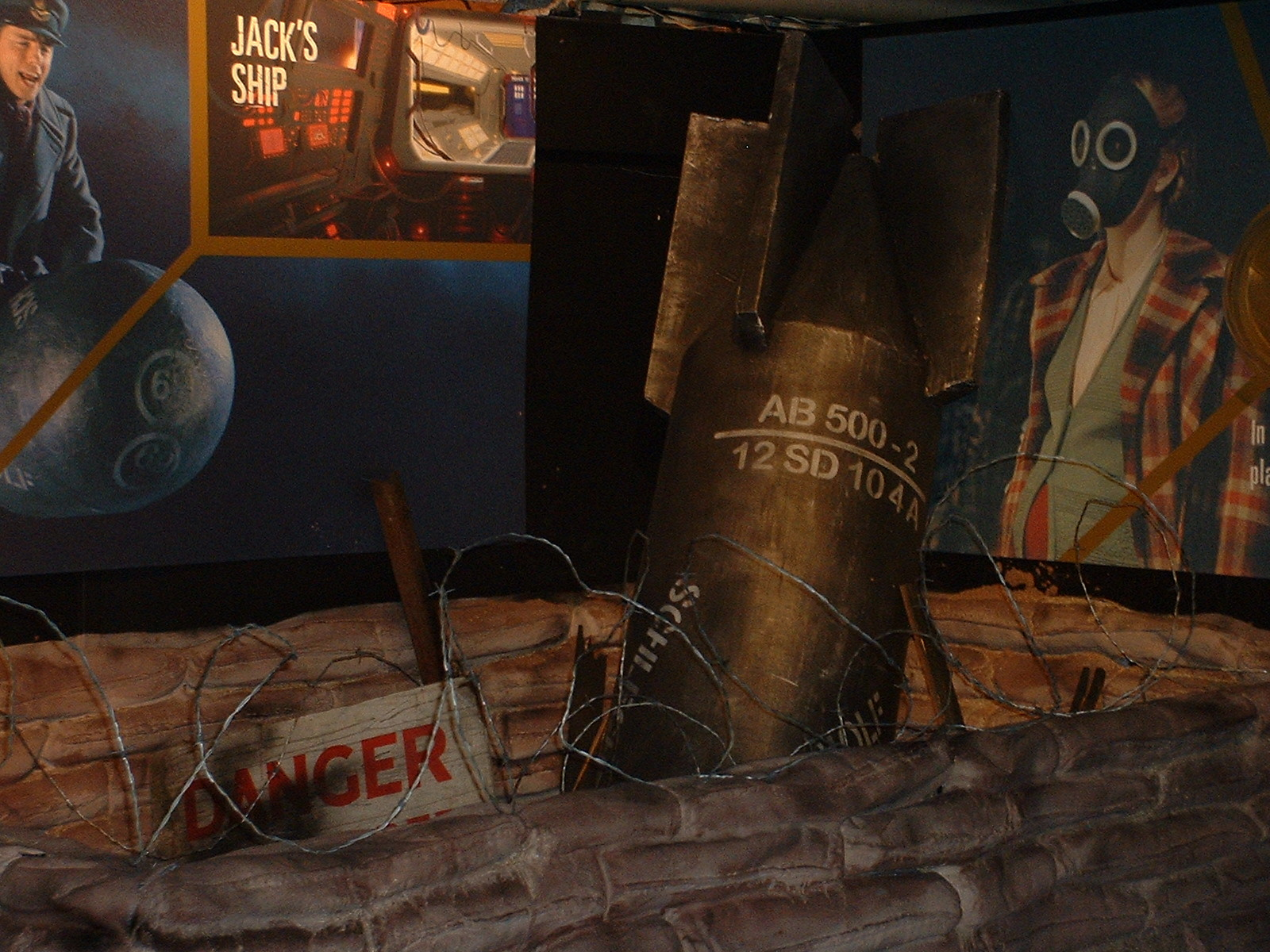
O adereço da bomba vista no episódio em exibição em uma exibição de Doctor Who

Nancy retorna ao local onde o cilindro caiu perto do hospital na noite em que Jamie ganhou seus poderes, apenas para ser capturada por soldados. O Doutor, Rose e Jack retornam ao local e descobrem os rostos dos guardas se transformando em pessoas usando máscaras de gás, enquanto o contágio se torna via aérea. Examinando o cilindro, os restos de uma ambulância Chula, o Doutor deduz o que aconteceu: assim como a nave de Jack, a nave Chula carregava nanogenes. Eles escanearam o primeiro humano que encontraram, Jamie, que morreu naquela noite enquanto usava uma máscara de gás, e presumiram que era um modelo para todos os humanos, transformando-os nas pessoas que usavam máscaras de gás. Enquanto isso, os humanos transformados se aproximam do cilindro. O Doutor percebe que Jamie é o modelo que controla todos esses humanos, procurando por sua "mamãe" e que Nancy não é irmã de Jamie, mas sua mãe. Ele a convence a dizer a Jamie a verdade e Nancy aceita Jamie em seus braços. Os nanogenes determinam que Nancy é a mãe de Jamie e que seu DNA é o modelo adequado para humanos. O Doutor ordena que os nanogenes desfaçam suas transformações anteriores e devolvam Jamie à vida.
Uma bomba alemã se aproxima do local e Jack retorna à sua nave e a usa para prendê-la com seu raio trator e afastá-la da Terra. O Doutor ordena que todos fujam da área e destrói a nave médica conforme a história registra. Jack não consegue parar a bomba ou escapar dela, mas o Doutor o resgata com a TARDIS, que se junta a ele e Rose. Ela dança com o Doutor enquanto Jack observa.

## Produção
No comentário do DVD para este episódio, o escritor Steven Moffat revelou que até um estágio muito tardio, os nanogenes nesta história eram chamados de "nanites". No entanto, a editora de roteiro Helen Raynor decidiu que este nome soava muito como dispositivos nanotecnológicos semelhantes em Star Trek: The Next Generation. Moffat usou pela primeira vez a frase "A vida é apenas a maneira da natureza de manter a carne fresca" na segunda temporada de sua sitcom dos anos 1990 Joking Apart. Ele a reutilizou aqui porque achou que era uma boa frase, mas lamenta que as pessoas citem outras frases deste episódio em vez daquela. A nave Chula foi nomeada em homenagem a Chula, um restaurante de fusão indiano/bengali em Hammersmith, Londres, onde os escritores celebraram e discutiram seus resumos sobre os roteiros que deveriam escrever para a temporada após serem comissionados por Russell T Davies.
A cena climática do episódio no local do acidente alienígena foi filmada em Barry Island, País de Gales. Várias cenas desta história foram filmadas em locação na ferrovia do Vale of Glamorgan em Plymouth Road em Barry Island.
Anacronicamente, a voz de Jamie é gravada em fita. Enquanto gravadores de fita magnética compacta foram desenvolvidos na Alemanha na década de 1930, a tecnologia não chegou ao resto do mundo até depois da Segunda Guerra Mundial. A gravação em fio foi usada pela BBC durante este período, mas gramofones de gravação, usando discos de cera como meio, eram mais comuns. Steven Moffat reconhece este erro no comentário do DVD para "The Doctor Dances", mas sugere brincando que um ancestral do Brigadeiro Lethbridge-Stewart roubou a máquina da Alemanha para ajudar no esforço de guerra.

## Transmissão e recepção
"The Doctor Dances" foi assistido por 6,17 milhões de espectadores no Reino Unido durante a noite de estreia, uma participação do público de 35,9%; esta foi a menor audiência até aquele ponto na temporada, mas foi durante um fim de semana prolongado e foi o programa mais assistido no sábado. Quando a audiência final foi calculada, o número subiu para 6,86 milhões de espectadores. O episódio recebeu uma pontuação no Índice de Apreciação do Público de 85.
A SFX Magazine afirmou que a história de duas partes tinha "tudo", elogiando particularmente o roteiro de Moffat. Eles destacaram o final de "The Doctor Dances" como "engraçado, surpreendente, comovente e afirmativo da vida sem cair em sentimentalismo meloso". Dek Hogan, do Digital Spy, não gostou de Barrowman como Capitão Jack, mas nomeou a história de duas partes como os melhores episódios da temporada. Arnold T Blumburg, do Now Playing, deu a "The Doctor Dances" uma nota "A", escrevendo que "pode ser o ponto alto da produção e do enredo da primeira temporada até agora". Ele disse que o episódio "consegue apresentar suavemente uma tonelada de tecnobaboseira com clareza e precisão" e elogiou o diálogo e o clímax "estimulante".
A cena em que a criança surpreende o Doutor, Rose e Jack no Quarto 802 foi eleita o "Momento de Ouro de 2005" da televisão pelos telespectadores, como parte do programa TV Moments de 2005 da BBC. Em uma pesquisa realizada pela Doctor Who Magazine em 2009, a história de duas partes foi classificada como o quinto melhor episódio de Doctor Who. O The Daily Telegraph nomeou a história como a quarta melhor do programa em 2008. Em 2011, antes da segunda metade da sexta temporada, o The Huffington Post rotulou "The Empty Child" e "The Doctor Dances" como um dos cinco episódios essenciais para novos espectadores assistirem. Em 2013, a Doctor Who TV classificou a Criança Vazia como o vigésimo vilão mais assustador da série.
"The Empty Child" e "The Doctor Dances" ganharam o Prêmio Hugo de 2006 de Melhor Apresentação Dramática, Forma Curta.